# Jørgen Aabye
Jørgen Emil Aabye, născut Olsen, n. 9 iunie 1868, Nørre Aaby⁠(d), regiunea Syddanmark, Danemarca – d. 22 iunie 1959, Copenhaga, Danemarca a fost un pictor danez. Lucrările sale au fost extrem de variate, de la arta religioasă la portrete și peisaje. Mai presus de toate, este amintit pentru portretele sale.

## Viața timpurie
Născut lângă Nørre Aaby pe insula Funen, era fiul unui fermier prosper. A început să studieze pictura cu Vilhelm Kyhn la Copenhaga înainte de a urma cursurile Academiei Regale Daneze de Arte Plastice unde a absolvit în 1892. Apoi a petrecut câțiva ani la Școala lui Zahrtmann din Copenhaga înainte de a-și termina studiile la școala JF Willumsen din Paris. În calitate de student, a călătorit destul de mult în Germania, Italia și Franța. Și-a schimbat numele din Olsen în Aabye în 1904. 

## Carieră
Aabye a fost influențat de mai multe stiluri în timpul studiilor sale. În timpul călătoriilor, s-a asociat mai întâi cu pre-rafaeliții, înainte de a intra sub influența lui Kristian Zahrtmann la Copenhaga și apoi a lui JF Willumsen la Paris. Lucrările sale religioase, cum ar fi altarul lui Hristos din Grădina Ghetsimani din Biserica Nørre Aaby și picturile sale despre Buna Vestire a Binecuvântatei Fecioare Maria au fost inspirate de pre-rafaeliți sau de Carl Bloch. Mai târziu a apelat la peisaje care aveau o afinitate puternică pentru opera lui Cézanne. Lucrările sale cele mai rafinate sunt portretele sale care prezintă bucuria culorii naturalismului pe care le-a învățat de la Zahrtmann și Willumsen. 
Aabye a expus frecvent la Charlottenborg (începând cu 1892). Din 1900, pentru o perioadă de 40 de ani, a petrecut în fiecare vară în Skagen devenind unul dintre cei incluși în tânăra generație de pictori din Skagen . Și-a petrecut ultimii 30 de ani la Kunstnerhjemmet (Casa Artiștilor) din Copenhaga. Lucrările sale includ peisaje, interioare, picturi florale, portrete și subiecte de gen. 